# Farní sbor Českobratrské církve evangelické v Boskovicích
Farní sbor Českobratrské církve evangelické v Boskovicích je sborem Českobratrské církve evangelické v Boskovicích. Sbor spadá pod brněnský seniorát.
Farářem sboru je Jiří Bureš, kurátorkou sboru Marta Pražanová.

## Historie
Českobratrská církev evangelická vznikla po rozpadu Rakouska-Uherska. V novém Československu už ve 20. letech 20. století začali boskovičtí evangelíci plánovat stavbu vlastního kostela – z vlastních prostředků formou sbírky. Teprve v roce 1935 se jim podařilo shromáždit dost peněz na koupi pozemku. V těžkých podmínkách doby německé okupace byla v roce 1941 stavba kostela dokončena (dokument online). Autorem projektu byl architekt Karel Fabiánek. Kostel je od 10. prosince 1996 chráněn jako kulturní památka.

## Faráři sboru
- Pavel Nagy (1943–1945)
- Jan Vrubel (1946-1969)
- Miroslav Rozbořil (1969–1994)
- Michal Vogl (1996–1998)
- Miroslav Rozbořil (1998–2001)
- Marek Zikmund (2001–2013)
- Jiří Bureš (2014–)